# Estación de Shanghái Sur
La estación de Shanghái Sur (en chino, 上海南站; pinyin, Shànghǎi Nánzhàn; shanghainés: Zånhae Nuezae) es una estación de ferrocarril en la ciudad de Shanghái, China. Ubicada en el distrito de Xuhui, su importancia solo es superada por la estación central de Shanghai. Fue inaugurada en 2006 y presenta un diseño circular moderno, el primero de su tipo en el mundo. La estación recibe 15 millones de pasajeros anualmente.
Shanghái Sur sirve la mayoría de los trenes a las ciudades de Zhejiang (incluidos Hangzhou, Shaoxing, Ningbo, Jinhua y Wenzhou) y las provincias del sur de China, excluyendo la ruta Shanghai-Hong Kong. Sin un puesto de control de Aduanas/Inmigración no es capaz de despachar pasajeros directamente a Hong Kong; hasta que se construya dicho punto de control, el tren de Shanghái a Kowloon continuará saliendo de la estación de Shanghái. También es posible tomar servicios de alta velocidad a la estación de West Kowloon en Hong Kong a través de la estación de trenes Shanghai Hongqiao, pero el despacho de aduanas e inmigración se realiza en Hong Kong.
La estación ferroviaria Shanghái Sur también sirve como punto de partida para el ferrocarril Jinshan, que pasa por la estación de Xinzhuang en el distrito de Minhang hasta Jinshanwei en el distrito de Jinshan, cruzando el río Huangpu en un puente ferroviario dedicado.
Esta estación no está relacionada con la estación del mismo nombre (en chino, 上海南火车站; pinyin, Shànghǎi nán huǒchē zhàn) que se inauguró en 1908 y fue bombardeada por los japoneses en 1937, y clausurada desde entonces sin haberse reconstruido. Esa estación se encontraba ubicada al sur de Zhanqian Road (ahora Zhongshan South Road), al norte de Quzhenren Road (ahora Quxi Road) y al otro lado de Station Road (ahora Nanzhan Road).